# Malta i olympiska sommarspelen 1948
Malta deltog med en deltagare vid de olympiska sommarspelen 1948 i London. 

## Friidrott
- Nestor Jacona